# 鑫源街道
鑫源街道，是中华人民共和国陕西省汉中市汉台区下辖的一个乡镇级行政单位。

## 行政区划
鑫源街道下辖以下地区：
崔家沟社区、兴元湖社区、鑫源路社区、翠屏路社区、赵寨村、塬上村、莲花村、凹口村和千户村。